# Pfarrkirche Nüziders

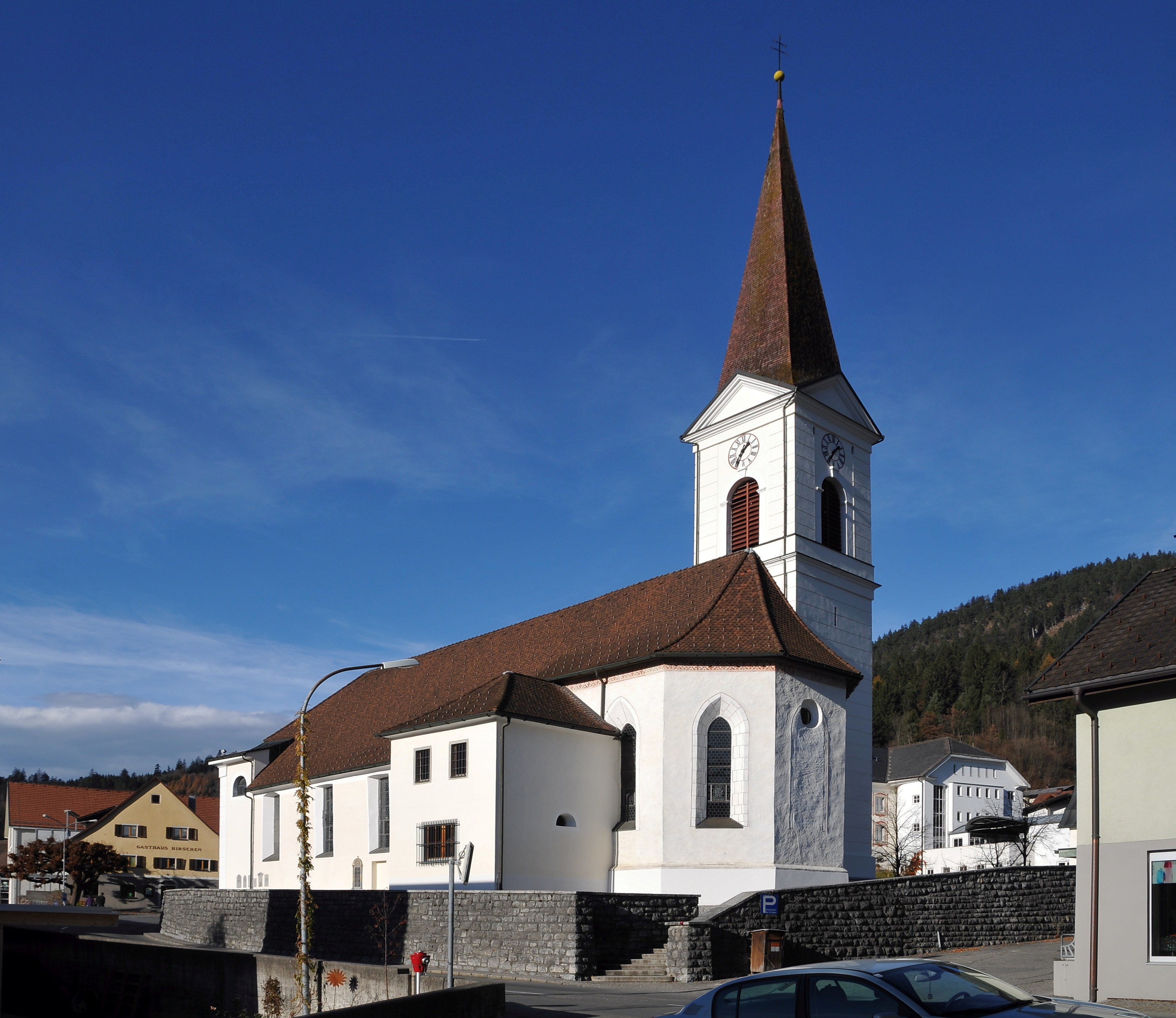
Kath. Pfarrkirche Hll. Viktor und Markus in Nüziders

Die römisch-katholische Pfarrkirche Nüziders steht in der Gemeinde Nüziders im Walgau in Vorarlberg. Die Pfarrkirche Hll. Viktor und hl. Markus gehört zum Dekanat Bludenz-Sonnenberg in der Diözese Feldkirch. Die Kirche steht mit dem Friedhof unter Denkmalschutz (Listeneintrag).

## Geschichte
881 kam die Pfarrkirche an das Domkapitel von Chur. Die Pfarre war die Mutterpfarre zum Klostertal mit Innerbraz, Dalaas, Klösterle und Stuben. Die 1485 urkundlich genannte Kirche hatte einen gotischen Chor. 1643 wurde die Pfarrkirche dem Stift Einsiedeln inkorporiert. Das Langhaus wurde Ende des 17. Jahrhunderts errichtet. 1771/1772 wurde mit Josef Vonier der Dachstuhl erneuert. Die Sakristei (1824) und der Turm (1826) wurden mit Johann Georg Krista gebaut. 1827 wurde das Langhaus verlängert und die Fassade verändert. Restaurierungen gab es 1913, 1955 und 1975. 1960 übernahmen St.-Josefs-Missionare die Pfarre auf Zeit. Ende August 2023 ging der über 34 Jahre lang an Hll. Viktor und Markus wirkende Pfarrer Karl Bleiberschnig im Alter von fast 80 Jahren in den Ruhestand.

## Architektur
Die Kirche mit Friedhof steht im Norden des Ortes. An das mächtige barocke Langhaus mit einer klassizistischen Fassade schließt ein gotischer Chor. Langhaus und Chor stehen unter einem gemeinsamen Satteldach.

## Ausstattung
Der Hochaltar von Johann Adam und Johann F. Fuetscher (1767) hat einen Viersäulenaufbau mit gedrehten Säulen und einem geschwungenen, verkröpften Gebälk, auf einem Volutenaufbau den Heiligen Geist. Das Altarbild Mariä Himmelfahrt ist von Melchior Paul von Deschwanden (1874).

### Glocken

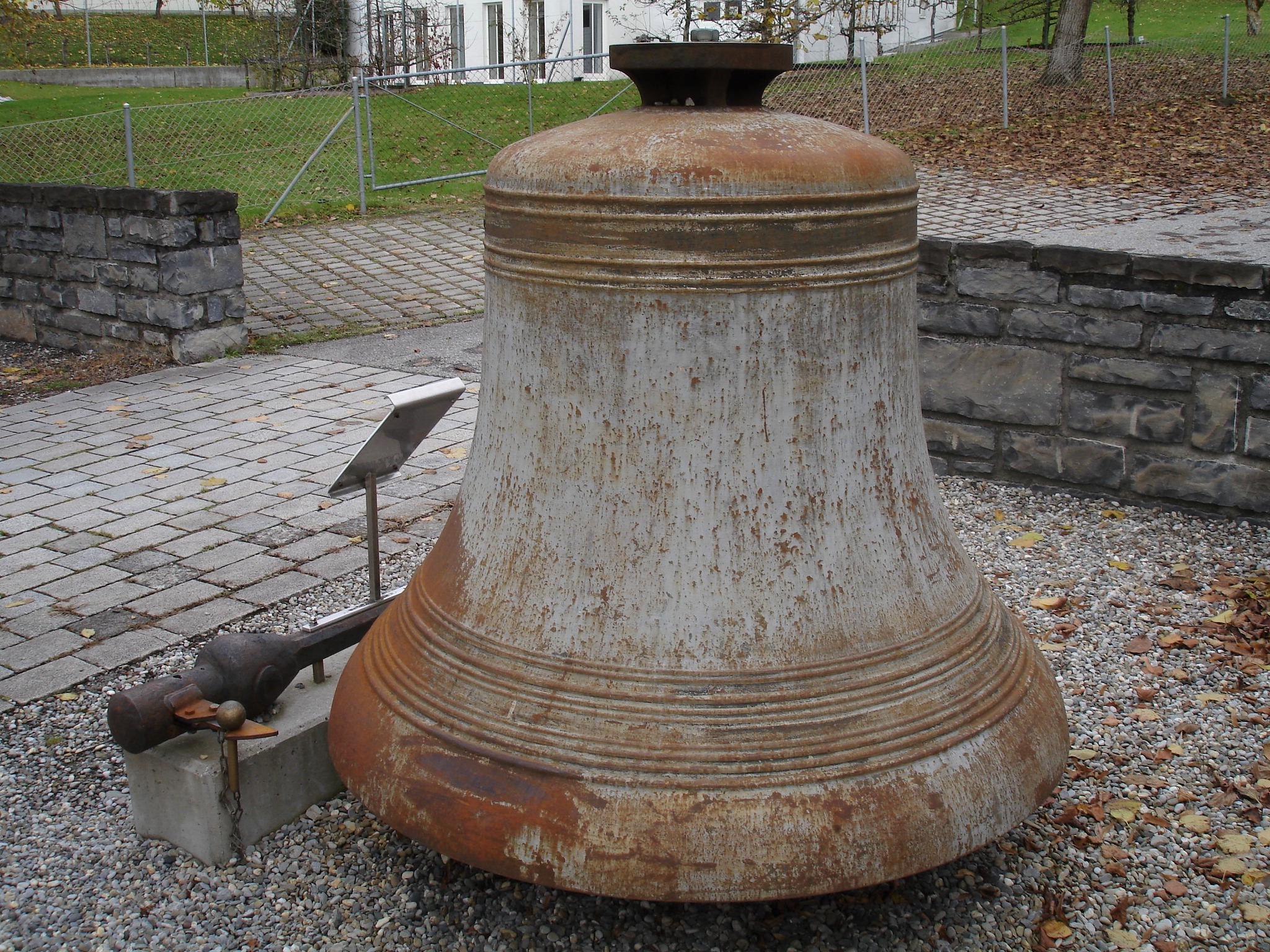
Größte Glocke des Stahlgeläuts von 1917. Ton d', Durchmesser 1,49 m, Gewicht 1292 kg.

Drei im Jahr 1803 in Feldkirch gegossene Bronzeglocken wurden zum Einschmelzen für die Rüstungsindustrie des Ersten Weltkrieges beschlagnahmt. Als Ersatz weihte die Gemeinde noch im Krieg, im Jahr 1917, vier Stahlglocken des Bochumer Vereins. Dieses Geläut war allmählich reparaturbedürftig geworden, so dass man es 2016 durch ein neues Bronzegeläut der Innsbrucker Glockengießerei Grassmayr ersetzte. Die jetzigen Glocken hängen in einem Holzglockenstuhl, welcher anstelle des Stahlglockenstuhls von 1917 eingebaut wurde, und sind mit Klöppelfängern ausgestattet. Sie sind in einer schweren Rippe, die bei Grassmayr firmenintern als Mozart-Rippe bezeichnet wird, gegossen.
Tabellarische Übersicht der aktuellen Glocken von St. Viktor und Markus
| Nr. | Name             | Gussjahr | Gießerei              | Durchmesser (mm) | Gewicht (kg) | Schlagton | Inschrift | Ornamentik |
| --- | ---------------- | -------- | --------------------- | ---------------- | ------------ | --------- | --------- | ---------- |
| 1   | Friedensglocke   | 2016     | Grassmayr (Innsbruck) | 1.360            | 1.582        | es'       |           |            |
| 2   | Ave-Glocke       | 2016     | Grassmayr (Innsbruck) | 1.210            | 1.120        | f'        |           |            |
| 3   |                  | 2016     | Grassmayr (Innsbruck) |                  |              | g'        |           |            |
| 4   | Borromäus-Glocke | 2016     | Grassmayr (Innsbruck) | 945              | 481          | b'        |           |            |
| 5   |                  | 2016     | Grassmayr (Innsbruck) |                  |              | g'        |           |            |